# 우륵의 9곡 거열
거열(居烈)은 악사(樂師) 성열현(省熱縣) 사람 우륵(于勒)의 12곡 가운데 제9곡명으로 향촌의 농악(農樂)과 관련한 향가이다.

## 거열(居烈) 곡명의 원전사료
- 《삼국사기》에 우륵이 지은 12곡 가운데 9곡은 거열(居烈)[1]이다.

## 거열(居烈) 곡명의 지명설
- 거열(居烈)은 거열군(居烈郡) 경상남도 거창군에 있었던 백제의 군․ 거열성(居烈城) 경상남도 거창군(居昌郡)에 있었던 백제의 성. 신라 때, 우륵이 지은 열두 곡 곡 가운데의 하나.[2]라고 하였다.
- 거열(居烈)의 악곡은 우륵이 현재의 경상남도 거창지방에서 불리던 노래를 가야금곡으로 편곡한 것으로 추정된다.[3]
- 거열(居烈)은 이병도(李丙燾)는 고령가야(古寧加耶) 진주(晉州), 말송보화(末松保和)·양주동(梁柱東)·김동일·전중준명(田中俊明)·김태식(金泰植)은 거창(居昌)[4]으로 비정했다.
- 거열(居烈)은 지금의 경남(慶南) 거창군(居昌郡) 지역으로 비정한다.[5][6]

## 거열(居烈) 곡명의 지명과 분석
- 《삼국사기》에, 거창군(居昌郡)은 본래 거열군(居烈郡)이다. 혹은 거타(居陁)라고 이른다. 경덕왕(景德王)이 개명했다.[7][8]
- 《삼국사기》에, 이에 대내마 주지(注知·법지), 계고(階古)·대사 만덕(萬德)을 보내어 그 기예를 전수하게 했다. 세 명이 이미 12(十二)곡을 전해받고 서로 일러 말하기를 이것은 번다하고 또 음란해서 우아하고 바르다고 할 수 없다. 마침내 5곡으로 요약하였다.[9][10]
- 우륵의 12곡명은 번다하고 또 음란한 유희적인 음악에서 5곡으로 축소하면서 대악(大樂)으로 발전한 것이므로 우륵의 12곡명은 국명으로 속단할 수 없다.

- 우륵의 12곡 가운데 아홉번째 곡명 거열(居烈)은 우륵의 12곡 가운데 유일하게 거열(居烈)의 지명이 일치하지만, 농경문화의 하나로 거주민(居住民)이 도작(稻作)의 풍년을 매우(烈) 기뻐하는 가사로 보인다.[11]